# Sandra Gould
Sandra Gould (Nueva York, 23 de julio de 1916-Burbank, 20 de julio de 1999) fue una actriz estadounidense, quien apareció principalmente en televisión. Entre sus muchos créditos, tuvo un papel regular de la serie Hechizada.

## Biografía
Gould empezó a actuar en películas con un papel sin acreditar en La brigada suicida (1947). Apareció en varios papeles no acreditados para el resto de la década y recibió su primer crédito de pantalla con La historia de Molly X (1949). En 1953, Gould apareció como invitada en un episodio de Letter to Loretta (Carta a Loretta), con Loretta Young.
Continuó como estrella invitada en las décadas de 1950 y 1960 en series de televisión, como I Love Lucy, Maverick, Los Picapiedra, The Twilight Zone, Mi bella genio, La isla de Gilligan y Mister Ed. Interpretó un papel prominente en la película The Ghost and Mr. Chicken (El fantasma y el Sr. Pollito), en 1966.
Tras la muerte de la actriz Alice Pearce, en 1966, Gould le reemplazó como la entrometida vecina Gladys Kravitz en la popular comedia de ABC Hechizada.
Cuando acabó Hechizada, en 1972, Gould hizo apariciones en programas televisivos tales como The Brady Bunch, Punky Brewster, Friends y El secreto de Verónica. En 1977, Gould repitió su papel como Gladys Kravitz en la serie derivada de Hechizada: Tabitha.
Gould escribió dos libros: Always say maybe y Sexpots and pans, publicados por Golden Press. 
Se casó dos veces. Su marido fue Larry Berns, ejecutivo de radio, con el que tuvo un hijo: Michael. Murió poco después de una operación de corazón, tres días antes de su ochenta y tres cumpleaños.